# Gliczyca trójpaskowa
Gliczyca trójpaskowa (Notoxus trifasciatus) – gatunek chrząszcza z rodziny nakwiatkowatych i podrodziny Notoxinae.

## Taksonomia
Gatunek ten został opisany po raz pierwszy w 1792 roku przez Pietra Rossiego.

## Morfologia
Chrząszcz o ciele długości od 3 do 4 mm, porośniętym przylegającym owłosieniem, a na głowie, przedpleczu i  pokrywach także wmieszanymi w nie dłuższymi, skośnie sterczącymi szczecinkami. Wierzch ciała jest ciemnobrunatny do czarnego z dwiema jasnożółtymi do żółtobrunatnych przepaskami na pokrywach, które mogą być przerywane przy szwie i z których pierwsza może rozlewać się na barki. Zawsze ciemny wierzchołek pokryw wyróżnia go od N. monoceros i N. brachycerus. Jaśniejszą barwę mają również czułki, głaszczki, odnóża i boczne części przedplecza. Okrągławe w zarysie przedplecze ma przedni brzeg wyciągnięty ponad głową w rogokształtny wyrostek, a przy brzegu tylnym przewężenie z szeroko pośrodku przerwaną przepaską jasnego owłosienia.

## Ekologia i występowanie
Owad ten zasiedla stanowiska kserotermiczne, przytorza oraz pobrzeża rzek. Imagines spotyka się od końca kwietnia do początku października na kwiatach roślin zielnych i bylin oraz gałęziach wierzb i topól. Masowy pojaw obserwowano na topoli czarnej silnie opadniętej przez mszyce i oblepionej ich spadzią.
Gatunek palearktyczny o subpontyjsko-śródziemnomorskim typie rozsiedlenia. W Europie stwierdzony został w  Portugalii, Hiszpanii, Francji, Niemczech, Szwajcarii, Austrii, Włoszech, Polsce, Czechach, Słowacji, na Węgrzech, w Chorwacji, Bośni i Hercegowinie, Serbii, Czarnogórze, Bułgarii, Macedonii Północnej, Albanii, Grecji i Rosji. Poza Europą znany jest z Algierii, Kaukazu i Bliskiego Wschodu. W Europie Środkowej uchodził za gatunek bardzo rzadki, ale w Polsce w XXI wieku jest częściej notowany.